# サラン峠トンネル

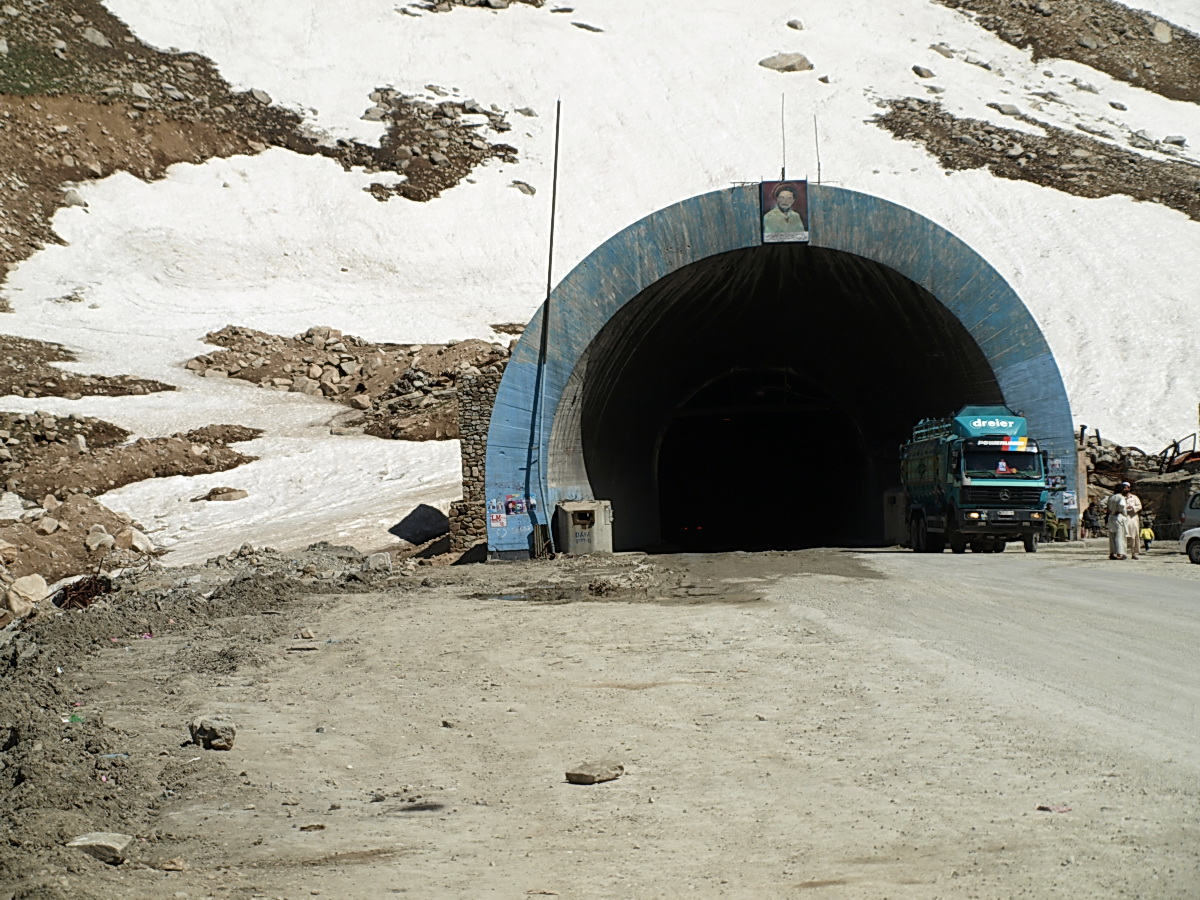
サラン峠トンネル

1975年のサラン峠トンネル

サラン峠トンネル (ダリー語: تونل سالنگ Tūnel-e Sālang, パシュトー語: د سالنگ تونل Da Sālang Tūnel) アフガニスタンのパルヴァーン州とバグラーン州にまたがるヒンドゥークシュ山脈を通るサラン峠にある道路トンネルである。全長2670m。海抜3,200 m (10,500 ft)付近にあるトンネルは1964年にソビエト連邦の援助で建設され、アフガニスタン北部とカブール、そしてアフガニスタン南部を結ぶ戦略的にも重要な道路である。それに加え、このトンネルは南北を結ぶ道路で唯一通年で通行可能な道路でもあるが、積雪の為通行止めとなる事が多い。

## 概要

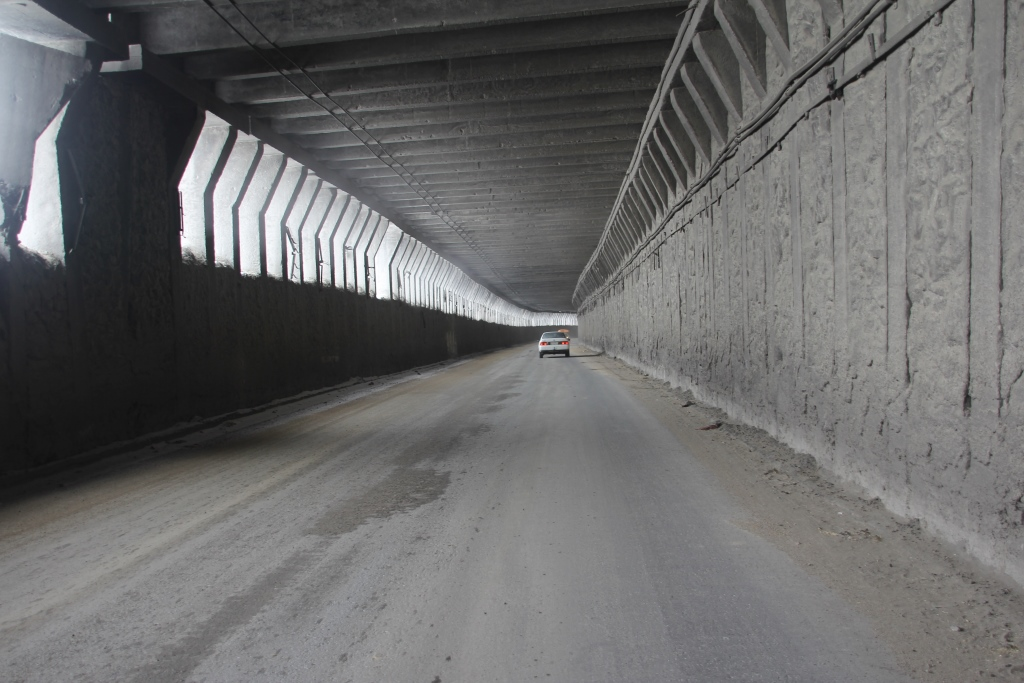
2013年撮影のサラン峠トンネルの覆道

このトンネルはアフガニスタンにおける重要な南北を結ぶ道路で、建設前と比べ300キロメートル (190 mi)もの距離と移動時間を72時間から10時間の間まで短縮した。海抜は最高で3,400メートル (11,200 ft)まで達し、全長は約2.6キロメートル (1.6 mi)程である。トンネル内は幅と高さが7メートル (23 ft)とされているが、一部の出典では全幅20フィート (6.1 m)、全高16フィート (4.9 m)とするものもある。
一日あたり1000台の通行を想定して建設されたが現在では7～10000台もの車両が通行しているとされ、2010年時点でこのトンネルを毎日16000台もの車両が通行していると報道された
アフガニスタン・リング・ロードの一部を構成している。

## 歴史
1955年にアフガニスタンとソ連の両国は共同でサラン峠の道路改良を行うプロジェクトのサインを行い、9年後の1964年に通年でカブールとアフガン北部を通行出来るトンネルが開通した。完成当時世界一標高が高い場所にあるトンネルだったが、9年後の1973年に完成したアメリカのコロラド州にあるアイゼンハワー・トンネルにその座を譲っている。
1976年に空調システムが追加された。
ソ連軍によるアフガン侵攻の頃にはこのトンネルは戦略的に重要だったが、同時にムジャーヒディーンの格好の標的になっていた。

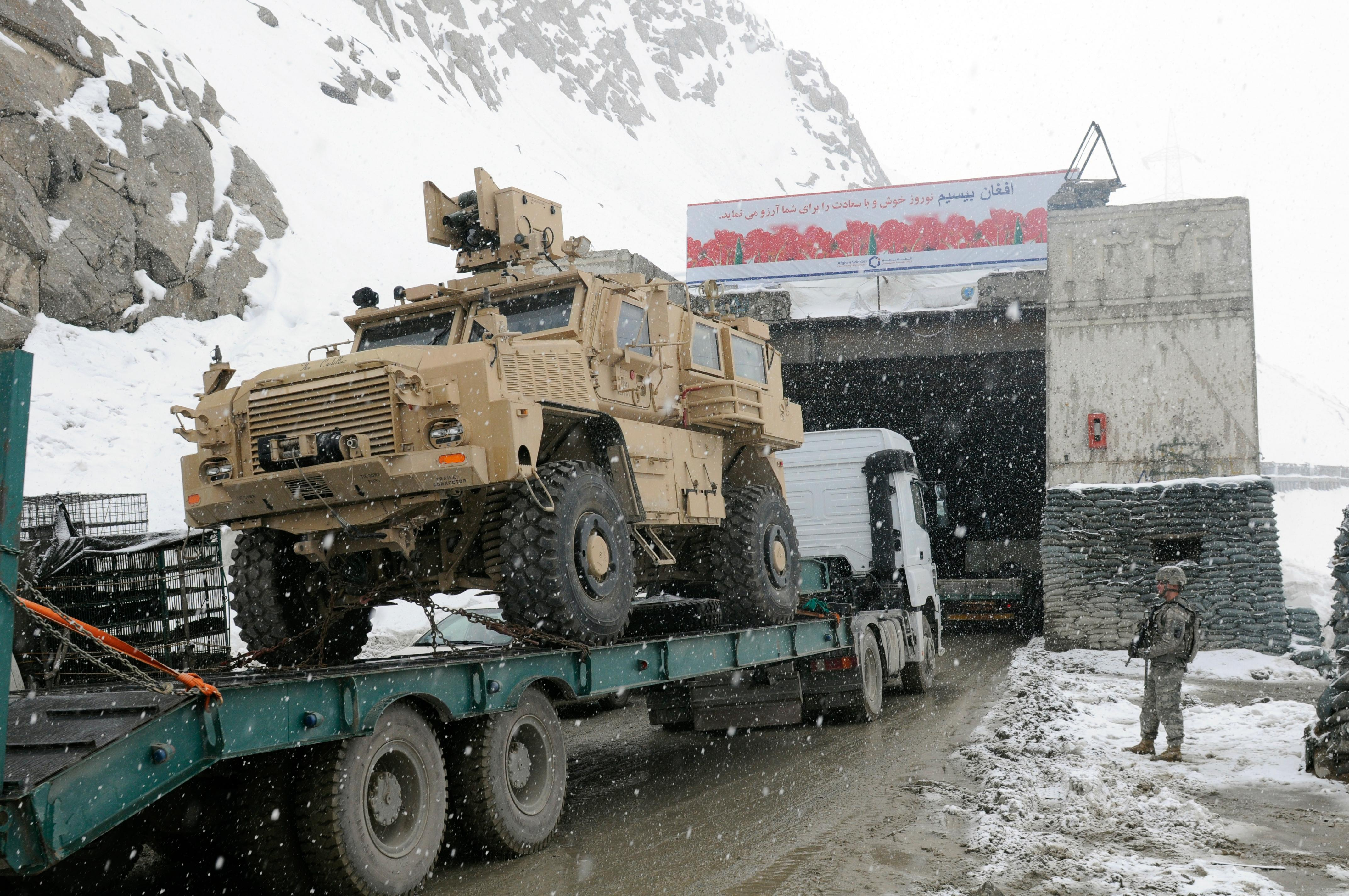
トンネルへ入るアメリカ軍の車列（2011年）

1989年にソ連軍がアフガニスタンから撤退した後、トンネルのメンテナンスが停滞し、アフガニスタン紛争真っ只中の1997年から1998年にかけて北部同盟とタリバーンの間の戦闘に巻き込まれ、トンネルの入り口や照明、空調システムが破壊され、徒歩でのみの通行しか出来なくなっていた。タリバーン政権が2001年に崩壊した後は当時の新アフガニスタン政府と米仏露が合同で復旧作業を行い、翌年の2002年の1月19日に通行が再開された。
2010年代初頭の時点でISAFから修繕と改良の資金援助を未だに貰っていた。
2012年にアメリカ合衆国国際開発庁にこのトンネルと並行する新しいトンネルの技術調査を行った。計画上ではこのトンネルはパルヴァーン州のオラン地域（6km南）とバグラーン州のドシャク地域（10km北）を結ぶ予定で、今までより距離を30 - 40 km (19 - 25 mi)分程短縮する計画となっている。

## 事故

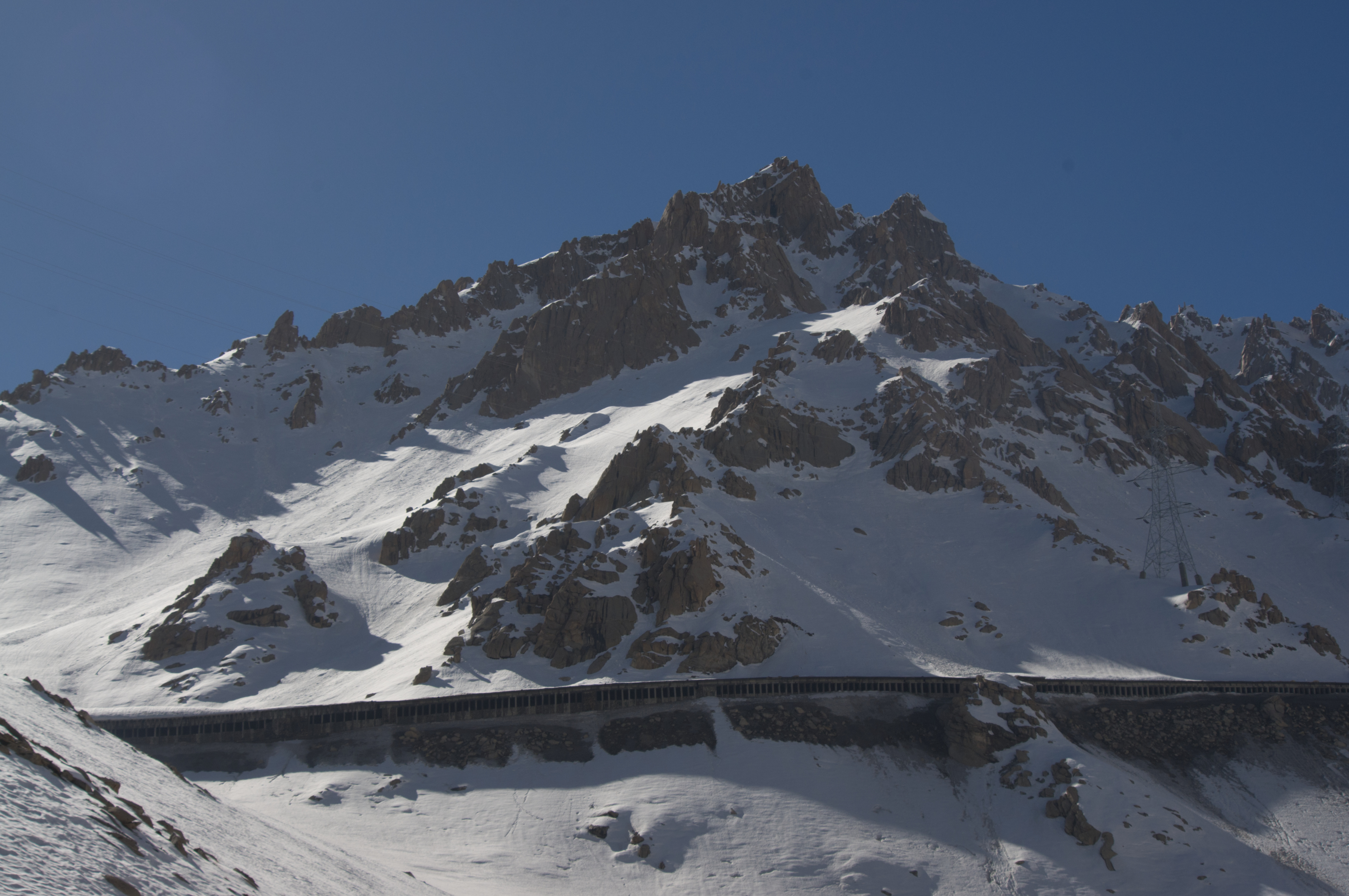
2010年3月19日撮影のサラン峠トンネルの覆道

### 1980年の事故
1980年2月23日に交通事故によりソ連地上軍の車列がトンネル内に足止めされ、16人の隊員が排気ガスにより死亡した。

### 1982年のトンネル火災
1982年11月3日に交通事故に遭ったタンクローリーが爆発し、巻き込まれたソ連兵64人とアフガン人112人が死亡。出典によって死者数が異なるが、2007年時点のギネス世界記録では176人とされている。

### 2002年発生の雪崩
トンネルの通行が再開された数週間後に南側の出入り口で雪崩が発生し、数百人もの市民が出られなくなった。多くの人々が救出されたが、一部は窒息死もしくは凍死した。その後さらなる復旧工事が行われ、2004年7月に両側通行が可能となった。

### 2009年発生の雪崩
2009年1月にトンネル手前で雪崩が発生し、少なくとも10人が死亡した。

### 2010年発生の雪崩
2010年2月8日にトンネルの周囲に少なくとも17回の雪崩が発生し、何キロもの道が埋まり何百台もの車が生き埋めとなった。最終的に175人が死亡し、更に数百人もの人々が立ち往生した他、400人以上が負傷した。
アフガン陸軍及びNATOはヘリコプターで身動きが取れなくなっていた2500人以上の市民を救出した。
この雪崩は周辺地域を襲った突然の吹雪によって起こされ、トンネルの両側とその周囲を通行不能にした
トンネルの通行止めは2月12日に解除された。

### 2022年のトンネル火災
2022年12月18日にトンネル内でタンクローリーが爆発し、少なくとも31人が死亡し、37人が負傷した。